# Campylocheta eudryae
Campylocheta eudryae là một loài ruồi trong họ Tachinidae.